# خوشلو
خوشلو (به لهستانی:  Huszlew) یک روستا در لهستان است که در گمینا خوشلو واقع شده‌است. خوشلو ۵۳۰ نفر جمعیت دارد.